# 69264 Nebra
69264 Nebra è un asteroide della fascia principale. Scoperto nel 1988, presenta un'orbita caratterizzata da un semiasse maggiore pari a 2,3934330 UA e da un'eccentricità di 0,2121641, inclinata di 2,76455° rispetto all'eclittica.
L'asteroide è dedicato all'omonima località tedesca.